# Мурад-бей II
Мурад-бей II (араб. مراد باي الثاني; д/н — 1675) — 4-й бей Тунісу в 1666—1675 роках.

## Життєпис
Походив з роду Мурадидів. Син Хаммуди, бея і паші Тунісу, та Хізії бінт Абу Табіт. Батько оженив мурада на доньці впливового Юсуф-дея. У 1663 році фактично перебрав владу в державі, після смерті батька 1666 року отримав титули бея і паші. Продовжив політику попередника щодо зміцнення влади свого роду, підтримки міст та розвитку торгівлю.
Багато часу подорожував країною, активно стягував данину і податки. Також наказав звести медресу Мурадія в Тунісі, передавши його прихильникам малікізму. Також бей фундував мечеть в Габесі та міст через річку Меджерда.
З 1671 року значною загрозою стає Алжирське намісництво, яке стало фактично незалежним від Османської імперії після встановлення влади деїв. Дей Мухаммад I активно підбюрував берберів на кордоні Алжиру і Тунісу проти Мурадидів. Мурад-бею II довелося їх приборкати та змусити у 1673 році загони алжирців не починати велику кампанію проти тунісу.
В цей час Алі-дей, небіж Мурад-бея II, вирішив повернути владу деям. Він влаштував змову, захопивши владу в м. Туніс. Новим беєм Алі-дей призначив Мехмеда-агу, очільника яничарів. Втім доволі швидко Мурад-бей II переміг заколотників, стративши Алі-дея та Мехмеда-агу. Новим деєм поставив Хаджи Мамі Джемаля, позбавивши того будь-якого впливу на яничар та права втручатися в державні справи.
1675 року помер від якоїсь хвороби. Поховано в мавзолеї батька біля мечеті Хаммуді-паші. У результаті почалася боротьба за владу між синами Мурад-бея II — Мухаммадом, Алі і Рамданом.